# Juan Gelman
Pour les articles homonymes, voir Gelman.
Juan Gelman (né le 3 mai 1930 à Buenos Aires, mort le 14 janvier 2014 à Mexico) est un poète argentin, l'un des plus reconnus de la poésie latino-américaine,.

## Biographie
Né dans le quartier de Villa Crespo, Buenos Aires, quartier à l'identité juive fortement marquée, Juan Gelman est le troisième enfant (le seul né en Argentine) d'un couple d'immigrants juifs ukrainiens, Joseph Gelman et Paulina Burichson. Il apprend à lire à 3 ans et écrit ses premiers poèmes d'amour à huit ans ; il sera publié pour la première fois à onze ans (1941) par la revue Rojo y Negro.
À quinze ans il adhère à la Federación Juvenil Comunista (Fédération des Jeunes Communistes). En 1948 il entreprend des études de chimie à l'Université de Buenos Aires mais les abandonne rapidement pour se consacrer pleinement à la poésie.

### GroupeEl pan duroet la nouvelle poésie (1955-1967)
En 1955 il fait partie des fondateurs du groupe de poètes El pan duro (Le pain dur), composé de jeunes militants communistes qui proposent une poésie engagée et populaire et adoptent un fonctionnement coopératif pour la publication et la diffusion de leurs œuvres. En 1956 le groupe publie son premier livre, Violín y otras cuestiones.
En 1963, sous la présidence de José María Guido, il est emprisonné, ainsi que d'autres écrivains, pour son appartenance au Parti Communiste. Après sa libération, il abandonne le Parti Communiste pour se rapprocher de certaines tendances du péronisme révolutionnaire.
Avec d'autres jeunes gens en rupture avec le Parti Communiste comme José Luis Mangieri y Juan Carlos Portantiero il fonde le groupe Nueva Expresión (Nouvelle Expression) et la maison d'édition La Rosa Blindada (La Rose Blindée) qui diffuse des livres de gauche refusés par le communisme orthodoxe.

### Juan Gelman journaliste
En 1966 Juan Gelman se lance dans le journalisme. Il sera rédacteur en chef de la revue Panorama (1969), secrétaire de rédaction et directeur du supplément culturel du quotidien La Opinión (1971-1973), secrétaire de rédaction de la revue Crisis (1973-1974) et rédacteur en chef du quotidien Noticias (1974).

### Militantisme au sein d'organisations de guérilla
En 1967, pendant la dictature militaire auto-dénommée Revolución Argentina (1966-1973) il adhère aux Fuerzas Armadas Revolucionarias (FAR), jeune organisation d'orientation péroniste-guévariste qui réalise des actions militaires et politiques contre le pouvoir. Fin 1973, les FAR fusionnent avec les Montoneros, d'orientation péroniste, et Juan Gelman jouera un rôle important dans l'action culturelle et la communication des FAR puis des Montoneros.

### Exil
En 1975 l'organisation des Montoneros l'envoie en mission de relations publiques afin de dénoncer internationalement les violations des Droits de l'homme en Argentine sous le régime d'Isabel Perón (1974-1976). Alors qu'il réalise cette mission, survient le coup d'état du 24 mars 1976, point de départ de la dictature militaire auto-dénommée Processus de Réorganisation Nationale (1976-1983), qui met en place un régime de terrorisme d'état à l'origine de la disparition de 30 000 personnes. Mise à part une courte incursion clandestine en Argentine en 1976, Gelman reste en exil, résidant à Rome, Madrid, Managua, Paris, New York et Mexico et travaillant comme traducteur pour l'Unesco.
Les démarches effectuées par Gelman aboutissent à la publication en 1976 par le journal Le Monde de la première condamnation publique de la dictature argentine, signée par plusieurs chefs de gouvernements et hommes politiques européens parmi lesquels François Mitterrand et Olof Palme. En 1977 il adhère au tout nouveau Mouvement Péroniste Montonero, en dépit de sérieuses divergences avec sa direction et, en 1979 ; il le quitte en raison de sa structure militariste et autoritaire, et en désaccord avec les contacts de la direction du mouvement avec des représentants de la junte militaire au pouvoir. Gelman, qui a exposé ses arguments dans un article publié par Le Monde en février 1979, sera accusé de trahison et condamné à mort par le mouvement Montoneros.
Arrivé au pouvoir le 10 décembre 1983, le gouvernement démocratique de Raúl Alfonsín n'interrompt pas les poursuites judiciaires à l'encontre des Montoneros, accusés de meurtres et de délits divers ; Juan Gelman est toujours sous le coup d'un mandat d'arrêt et ne peut revenir en Argentine. À la suite de la mobilisation de nombreux écrivains du monde entier au nombre desquels Gabriel García Márquez, Augusto Roa Bastos, Juan Carlos Onetti, Alberto Moravia, Mario Vargas Llosa, Eduardo Galeano, Octavio Paz, etc., la justice argentine, début 1988, annule les poursuites à l'encontre de Juan Gelman, qui rentre au pays en juin après treize ans d'absence, mais décide finalement de s'installer au Mexique.
Le 8 octobre 1989 il est gracié par le président Carlos Menem, avec 64 ex-membres d'organisations de guérilla. Juan Gelman refuse la grâce et proteste publiquement dans une note publiée par le journal Página/12 :
« On m'échange contre les ravisseurs de mes enfants et de milliers d'autres jeunes gens qui, aujourd'hui, sont tous mes enfants. »

### Enlèvement et assassinat des enfants de Juan Gelman
Le 24 août 1974 les deux enfants de Juan Gelman, Nora Eva (19 ans) et Marcelo Ariel (20 ans), ainsi que la compagne de celui-ci, María Claudia Iruretagoyena (19 ans), enceinte de sept mois, sont enlevés. Son fils et sa belle-fille sont portés disparus. En 1978, Gelman apprend par l'intermédiaire de l'Église Catholique que sa belle-fille a accouché en captivité, sans que l'on puisse lui préciser où, ni le sexe de l'enfant.
Le 7 janvier 1990 les restes de son fils Marcelo sont identifiés ; on les a retrouvés dans une rivière à proximité de Buenos Aires, dans un bidon d'huile rempli de ciment. Il a été assassiné d'une balle dans la nuque.
En 1998, Gelman découvre que sa belle-fille a été déportée en Uruguay — alors également sous dictature militaire — dans le cadre du Plan Condor et assassinée après avoir donné naissance à une petite fille à l'Hôpital Militaire de Montevideo. La petite fille a été donnée en adoption à un couple stérile de policiers uruguayens, proche du réseau d'adoption illégale que les dictatures du Cône sud pratiquaient pour éliminer jusqu'à la mémoire des enfants des opposants. Gelman exige alors la collaboration des états argentin et uruguayen pour rechercher la trace de sa petite-fille. Confronté à l'opposition du président uruguayen Julio María Sanguinetti, il entame un débat public et reçoit à nouveau le soutien d'intellectuels et d'artistes de premier plan comme Günter Grass, Joan Manuel Serrat, Dario Fo, José Saramago, Fito Páez. En avril 2000, un mois après l'élection du nouveau président uruguayen Jorge Batlle, la petite-fille de Juan Gelman, Macarena, est retrouvée et Gelman peut enfin la rencontrer. Après avoir vérifié son identité, la jeune femme décide de reprendre le nom de ses véritables parents et témoignera en 2010 au procès de Raúl Guglielminetti.
Le colonel uruguayen Manuel Cordero, détenu au Brésil, a été inculpé en Argentine par le magistrat Norberto Oyarbide dans le cadre du procès « Condor », et est accusé, entre autres, de la disparition forcée de María Claudia Iruretagoyena.
La Cour interaméricaine des droits de l'homme examine, à la fin de 2010, une plainte de Juan Gelman et de sa petite-fille contre l'État uruguayen, en raison de la loi d'amnistie promulguée par ce dernier et de la passivité lors de l'enquête ouverte en Uruguay sur l'enlèvement de sa petite-fille.
Juan Gelman a écrit sur cette tragédie quatre poèmes qui ont été mis en musique par Juan Cedrón sous la forme d'une cantate interprétée par le Cuarteto Cedrón et Paco Ibáñez sous le titre Le chant du coq (1990).

### Reprise des publications
En 1980, après sept années sans avoir publié, Juan Gelman fait paraître Hechos y relaciones, puis Citas y comentarios (1982), Hacia el Sur (1982) et Bajo la lluvia ajena (notas al pie de una derrota) (1983). Suivront La junta luz (1985), Interrupciones II (1986), Com/posiciones (1986), Eso (1986), Interrupciones-I e Interrupciones-II (1988), Anunciaciones (1988) et  Carta a mi madre (1989).
Pendant les années 1990 il publie Salarios del impío (1993), La abierta oscuridad (1993), Dibaxu (1994), Incompletamente (1997), Ni el flaco perdón de Dios/Hijos de desaparecidos, coécrit avec son épouse Mara La Madrid (1997), Prosa de prensa (1997) et Nueva Prosa de prensa (1999).
Pendant les années 2000 paraissent Tantear la noche (2000), Valer la pena (2001), País que fue será (2004), Oficio ardiente (2005), Miradas (2006) et Mundar (2007).
Juan Gelman continue à résider au Mexique et écrit pour le journal argentin Página/12.
Juan Gelman meurt à Mexico le 14 janvier 2014 .

## Œuvre de Juan Gelman
Créateur aux multiples facettes, poésie certes mais aussi poèmes en prose, une pièce de théâtre : La junta luz (1982), deux opéras : La trampera general et La bicicleta de la muerte en collaboration avec Juan Cedrón et de nombreux articles publiés régulièrement dans Página/12 et publiés sous le titre Prosa de prensa et Nueva prosa de prensa , Juan Gelman croit à la poesía casada con la poesía (la poésie mariée à la poésie) mais n'est pas indifférent au monde qui l'entoure et aux engagements nécessaires qu'il suscite. Il s'inspire autant des grands ancêtres latino-américains (notamment Raúl González Tuñón) que des mystiques espagnols (Saint Jean de la Croix, Thérèse d'Avila) ou des poètes nord-américains. Ses thèmes sont "el amor, la revolución, el otoño, la muerte, la infancia y la poesía" (l'amour, la révolution, l'automne, la mort, l'enfance et la poésie), a-t-il coutume de déclarer. La mémoire et la douleur sont aussi deux signes distinctifs de son écriture.
Marqué par la poésie conversationnelle, écrivant une poésie dominée par l'émotion, la mémoire et un concept particulier de l'obsession créatrice, il reste un des poètes majeurs du siècle par son travail sur la langue et le signifiant ou sa capacité au renouvellement constant. L'intertextualité — et au sens large la transtextualité — est une des caractéristiques de son œuvre multiforme. Il écrit une poésie profondément humaniste et généreuse et a recours à divers hétéronymes : José Galván, Julio Grecco, Sidney West, John Wendell, Dom Pero, Yamanokuchi Ando… En 1994 il publie tout un recueil, Dibaxu, en langue judéo-espagnole.
Juan Gelman a été couronné par de nombreux prix littéraires internationaux : prix Boris Vian en 1987, Prix National de Poésie argentin en 1997, Prix de Littérature Latino-Américaine et Caribéenne Juan Rulfo en 2000, prix Lezama Lima en 2003, Prix Teresa de Ávila en 2004, Prix Ramón López Velarde en 2004, Prix Ibéro-Américain de Poésie Pablo Neruda en 2005, Prix Reina Sofía de Poésie Ibéro-Américaine en 2005. Le 29 novembre 2007 il reçoit le Prix Cervantes, le plus prestigieux des prix littéraires du monde hispanique ; il lui est remis le 23 avril 2008.
De nombreux poèmes de Juan Gelman ont été mis en musique par Juan Cedrón, César Stroscio et d'autres musiciens.

### En français
- Le silence des yeux, préface de Julio Cortázar, édition bilingue, traduit par Michèle Goldstein, Éditions du Cerf, Coll. « Terres de feu », 1981
- Il nous reste la mémoire : poèmes argentins de l’exil (avec des poèmes d’Alberto Szpunberg et Vicente Zito Lena), édition bilingue, présenté et traduit par Monique Blaquières-Roumette, François Maspéro, Éd. La Découverte / Maspero, Coll. « Voix », 1983, 138 p.  (ISBN 2-7071-1412-X et 978-2-7071-1412-9)
- Les poèmes de Sidney West, traduction collective relue et complétée par Claude Esteban, Éditions Créaphis, Coll. « Les Cahiers de Royaumont », 1997
- Obscur ouvert, anthologie préparée et traduite par Jean Portante, Éditions PHI / Écrits des Forges, Coll. « Graphiti », 1997
- Lettre à la mère, présenté et traduit par François-Michel Durazzo, Éditions Myriam Solal, Coll. « Le temps du rêve », 2002
- Salaires de l’impie et autres poèmes, traduit par Jean Portante, Éditions PHI / Écrits des Forges / Editpress, Luxemburgo, 2002
- Juan Gelman : écriture, mémoire et politique, 2004, 160 p.  (ISBN 2-3526-0004-9)
- L’Opération d’amour, poèmes, présenté et traduit par Jacques Ancet, postface de Julio Cortázar, Gallimard, 2006  (ISBN 2-0707-7992-0 et 978-2-0707-7992-5)
- Lumière de mai Oratorio, traduit par Monique Blaquières-Roumette, le Temps des cerises, 2007
- Lettre ouverte suivi de Sous la pluie étrangère, trad.: Jacques Ancet, Éditions Caractères, Coll. « Cahiers latins », 2011
- L'Amant mondial, trad.: Jean Portante, Éditions Caractères, Coll. « Cahiers latins », 2012
- Com/positions, trad. : Jacques Ancet, Éditions Caractères, Coll. « Cahiers latins », 2013  (ISBN 978-2-85446-509-9) (BNF 43615319)
- Vers le sud précédé de Notes de Commentaires et de Citations et suivi de Cela, présenté et traduit par Jacques Ancet, postface de Julio Cortázar, Éditions Gallimard, Coll. « Poésie », 2014